# Convento de Novodevichy
O Convento de Novodevichy  também conhecido como Mosteiro Bogoroditse-Smolensky (em russo: Новоде́вичий монасты́рь, Богоро́дице-Смоле́нский монасты́рь), é, provavelmente, o mais famoso mosteiro de Moscou. O mosteiro foi construído no estilo Barroco Russo e permanece intacto desde o Século XVII. Em 2004 foi declarado Patrimônio Mundial da UNESCO.